# محافظة بكتشانغ
محافظة بكشانغ هي محافظة تقع في بيونغان الجنوبية، كوريا الشمالية.